# Villechétif
 Villechétif  es una población y comuna francesa, en la región de Champaña-Ardenas, departamento de Aube, en el distrito de Troyes y cantón de Troyes-1.

## Demografía
| 247 | 269 | 475 | 707 | 633 | 667 |
| Para los censos de 1962 a 1999 la población legal corresponde a la población sin duplicidades (Fuente: INSEE [Consultar]) |     |     |     |     |     |